# Muhammad, shah de Corasmia
Abul-Harith Muhammad fue gobernante de Corasmia por un período en 1017. El hijo de Abu al-Hasan Ali , que era el último miembro de la dinastía iraní Mamunida en gobernar Corasmia.
En 1017, un joven Muhammad fue declarado shah por los asesinos de su tío Abul Abbas Mamun. Mahmud de Ghazni, que había sido de su cuñado, se otorga un pretexto para invadir y una fuerza fue montado Ma'mun en el norte de Jorasán. Los Jorezmitas no pudieron proporcionar ninguna resistencia efectiva, y Muhammad fue capturado y encarcelado; Por lo tanto Corasmia pasó a formar parte del Imperio Gaznavida. Después de dar el pago a los asesinos de Ma'mun Mahmud instalado un turco, el hajib Altun Tash, como gobernador de la provincia
- Datos: Q6932310